# 格勞爾希默山

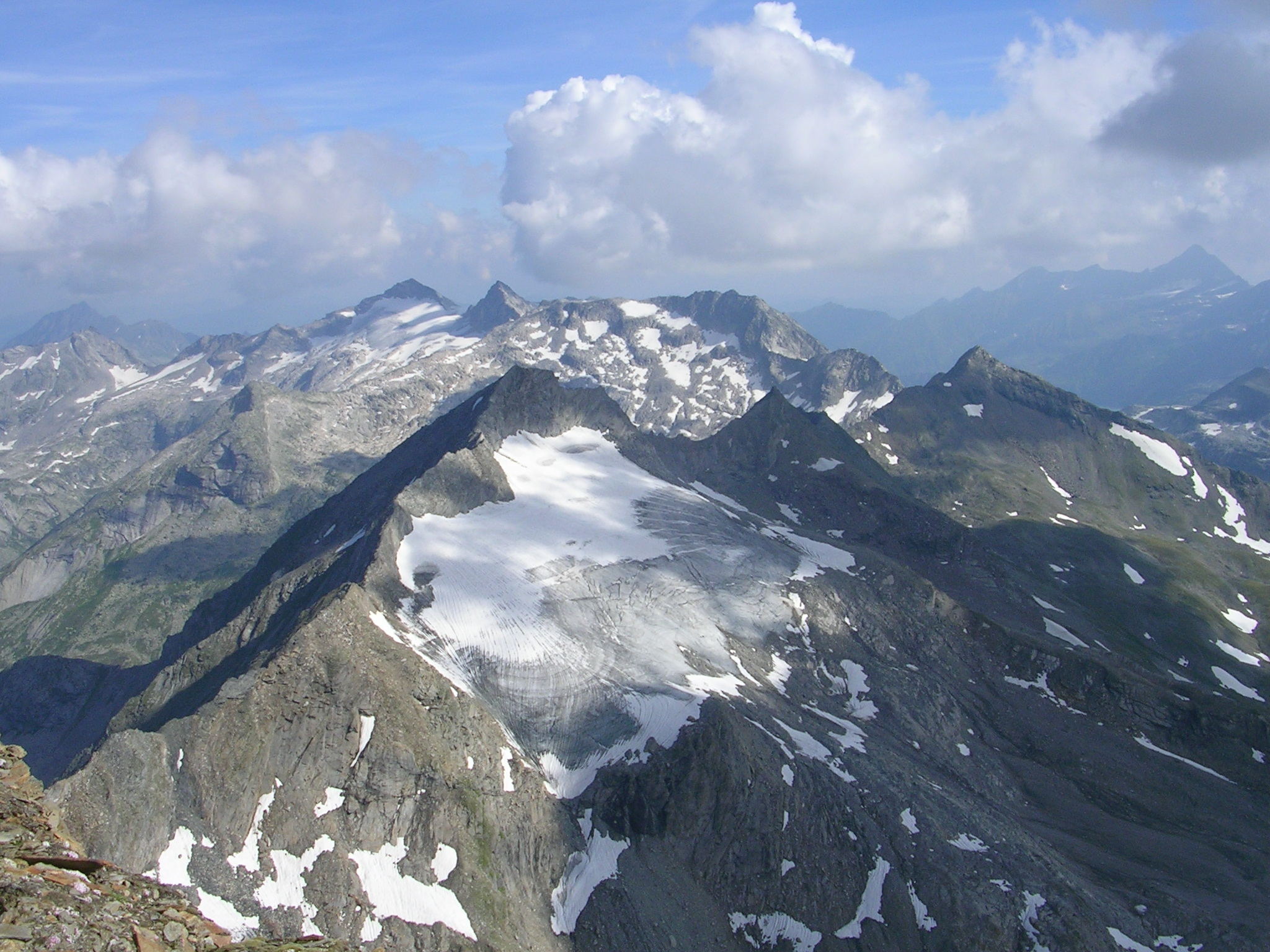

47°04′46″N 12°35′03″E / 47.07942°N 12.58426°E
格勞爾希默山（德語：Grauer Schimme），是奧地利的山峰，位於該國西部，由蒂羅爾州負責管轄，屬於格拉納特山脈的一部分，距離大蒙塔尼茨山0.3公里，海拔高度3,053米，每年平均降雨量2,073毫米，人類在1927年6月29日首次登頂。